# 索克森特 (明尼蘇達州)
索克森特（英語：Sauk Centre，/sɔːk/ SAWK）是一個位於美國明尼蘇達州斯特恩斯縣的城市。

## 人口
根據2020年美國人口普查的數據，索克森特的面積為10.58平方千米，當中陸地面積為10.57平方千米，而水域面積為0.01平方千米。當地共有人口4555人，而人口密度為每平方千米431人。